# مینو (بازیکن فوتبال)
مینو (انگلیسی: Mino؛ زادهٔ ۲۹ ژانویهٔ ۱۹۶۳) بازیکن فوتبال اهل اسپانیا است.
از باشگاه‌هایی که در آن بازی کرده‌است می‌توان به باشگاه فوتبال اسپانیول، باشگاه ورزشی رئال مایورکا، باشگاه فوتبال رئال مادرید، باشگاه فوتبال اسپورتینگ خیخون، و باشگاه فوتبال سویا اشاره کرد.